# 法專充男
法專 充男（ほうせん みつお、1950年 - ）は、日本の経済学者。Ph.D.（経済学、ペンシルベニア大学）。専門は国際経済学。

## 略歴
- 1975年 慶應義塾大学大学院経済学研究科修了
- 1975年 経済企画庁(現内閣府)入庁
- 1989年 国家公務員採用I種試験(経済職)試験専門委員
- 1993年 IMFシニアエコノミスト
- 1996年 経済企画庁調整局国際経済第一課長
- 1998年 経済企画庁調査局海外調査課長
- 2001年 内閣府経済社会総合研究所総務部長
- 2002年 財務省大臣官房参事官兼財務総合政策研究所次長
- 2004年 内閣府経済社会総合研究所総括政策研究官、内閣府大臣官房審議官
- 2006年 内閣府経済社会総合研究所総括政策研究官
- 2007年 OECD経済政策委員会副議長
- 2007年～2009年 慶應義塾大学グローバルセキュリティ研究所教授
- 2008年～2010年 東京大学公共政策大学院客員教授
- 2010年～2011年 内閣府経済社会総合研究所総括政策研究官
- 2010年～2011年 慶應義塾大学商学部特別研究教授（非常勤）
- 2011年 定年退官
- 2011年～ 日本大学国際関係学部教授

## 著作
- 『デフレとインフレの経済学 グローバル化時代の物価変動と日本経済』日本評論社 2009年 ISBN：9784535556065
- 『日本の産業内貿易(「経済分析」第125号)』大蔵省印刷局　1991年

## 関係人物
- ベラ・バラッサ
- ポール・サミュエルソン